# Galega cirujanoi
Galega cirujanoi é uma espécie de planta com flor pertencente à família Fabaceae. 
A autoridade científica da espécie é Garcia Mur. & Talavera, tendo sido publicada em Anales del Jardín Botánico de Madrid 57: 218. 1999.

## Portugal
Trata-se de uma espécie presente no território português, nomeadamente em Portugal Continental.
Em termos de naturalidade é nativa da região atrás indicada.

## Protecção
Não se encontra protegida por legislação portuguesa ou da Comunidade Europeia.